# Імператор Уда
Імператор У́да (яп. 宇多天皇, うだてんのう, уда тенно; 6 жовтня 867 — 3 вересня 931) — 59-й Імператор Японії, синтоїстське божество. Роки правління: 12 травня 887 — 4 серпня 897.
Третій син імператора Коко. Його матір'ю була імператриця Хансі (онука імператора Камму). Замолоду звався принц Садамі, але невдовзі після сходження батька отримав владу його статус було понижено й Садамі втратив статус принца і став зватися Мінамото но Садамі. 887 року йому повернуто статус принца та призначено спадкоємцем трону.
Під час його інтронізації стався політичний інцидент довкола посади ако, що засвідчив безаперечний вплив у державі Фудзівара но Мотоцуне. Тому імператор більше займався літературою та архітектурою. 888 року було завершено зведення буддійського монастиря Ніннадзі. За його панування відбулося пишне і урочисте свято аої мацурі.
890 року через хворобу Фудзівара но Мотоцуне пішов у відставку, чим скористався імператор Уда, відсторонивши від владу клан Фудзівара. Йому в цьому активно сприяв Суґавара но Мітідзане. За порадою останнього припинив практику надсилання послів до Китаю («кен-то-ші»).
У липні 896 року Уда наказав переглянути звинувачення для ув'язнених і забезпечити загальну амністію для неправомірно звинувачених. Імператор також видав закон, що зміцнював права селян на володіння землею та захищав їх від зазіхань з боку аристократичних родин та монастирів.
У 897 році імператор Уда раптово зрікся влади на користь свого старшого сина принца Ацухіто, який відомий як імператор Дайґо. Ймовірно це він зробив задля зміцнення при владі власної лінії династії. Втім відставлений імператор продовжив впливати на політичні справи, підтримуючи сина проти спроб Фудзівара відновити свій вплив.
900 року стає буддійським ченцем під ім'ям Конгокаку. Мешкав у монастирі Ніннадзі, який відтоді називався палацом Омуро́. Не зміг завадити ворогам відсторонити від посад Суґавара но Мітідзане. 909 року після смерті Фудзівара но Токіхіри відновив вплив на імператорський двір та політичні справи. 930 року стає опікуном свого онука — імператора Судзаку Помер 931 року.
Був автором щоденника, особливістю якого є те, що імператор докладно описував пригоди своєї чорної кішки, завезеної з імперії Тан (однією з перших до Японії).